# Belgrader Operation
1941: Białystok-Minsk – Dubno-Luzk-Riwne – Smolensk – Uman – Kiew – Odessa – Leningrader Blockade – Wjasma-Brjansk – Charkow – Rostow – Moskau – Tula

1942: Rschew – Charkow – Ljuban/Wolchow – Kertsch/Sewastopol – Fall Blau – Kaukasus – Stalingrad – Operation Mars

1943: Woronesch-Charkow – Operation Iskra – Nordkaukasus – Charkow – Kursk – Orjol – Donez-Mius – Donbass – Belgorod-Charkow – Smolensk – Dnepr – Kiew

1944: Dnepr-Karpaten – Leningrad-Nowgorod – Krim – Wyborg–Petrosawodsk – Operation Bagration – Lwiw-Sandomierz – Jassy–Kischinew – Belgrad – Petsamo-Kirkenes – Baltikum – Karpaten – Ungarn

1945: Kurland  – Weichsel-Oder – Ostpreußen – Westkarpaten – Niederschlesien – Ostpommern – Plattensee – Oberschlesien – Wien – Oder – Berlin – Prag
Die Belgrader Operation war eine Großoffensive der jugoslawischen Volksbefreiungsarmee und der Roten Armee mit Unterstützung der bulgarischen Streitkräfte im Zweiten Weltkrieg. Sie führte im Oktober 1944 zur Einnahme der Stadt Belgrad und bedrohte den Rückzug der deutschen Wehrmachtverbände vom Balkangebiet. Das eigentliche Ziel der Operation, das Abschneiden und Vernichten der deutschen Heeresgruppe E, wurde nicht erreicht.

## Hintergrund
Seit der militärischen Besetzung Jugoslawiens und Griechenlands während des Balkanfeldzuges 1941 befanden sich die Besatzungstruppen der Achsenmächte in einem ständigen Kampf gegen die wachsende jugoslawische Partisanenbewegung. Noch im Mai 1944 führte die deutsche Heeresgruppe F eine großangelegte, aber erfolglose Offensive gegen die Partisanen durch. Im August desselben Jahres gelang der Roten Armee mit der Operation Jassy-Kischinew in Bessarabien der Durchbruch durch die deutsche Ostfront. Sie eroberte zunächst Bulgarien und näherte sich im September der jugoslawischen Grenze. Nunmehr verabredete die sowjetische Führung in Gesprächen mit der Volksbefreiungsarmee Jugoslawiens unter der Führung Josip Broz Titos den Beginn einer gemeinsamen Offensive zur Befreiung Jugoslawiens und zur Vernichtung der deutschen Besatzungstruppen. Bei dieser Operation sollte der Eroberung Belgrads höchste Priorität eingeräumt werden, weil diese Stadt nicht nur von größter politischer Bedeutung war, sondern auch einen bedeutenden logistischen Knotenpunkt darstellte.

## Ausgangslage

### Deutsche Kräfte und Planungen

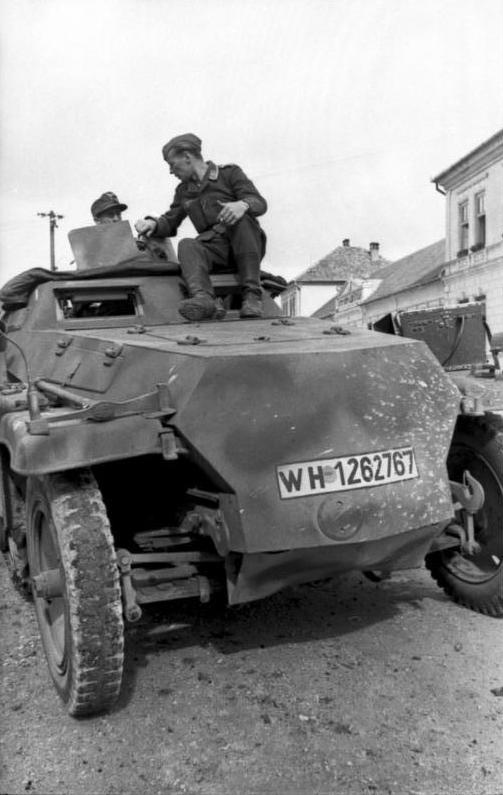
Deutsche Soldaten und Schützenpanzerwagen im Oktober 1944 auf dem Balkan

Dem deutschen Oberbefehlshaber Südost Generalfeldmarschall Maximilian von Weichs hatte Hitler noch im August 1944 die Weisung erteilt, den ganzen Balkanraum zu halten. Erst der Zusammenbruch der Heeresgruppe Südukraine und der Abfall Bulgariens führten zu der Anweisung vom 1. September, den Rückzug vorzubereiten. Zunächst war vorgesehen, die Heeresgruppe E (Generaloberst Alexander Löhr) auf die Linie Korfu-Saloniki zurückzunehmen und lediglich die in Jugoslawien gegen Partisanen operierende 2. Panzer-Armee zur Deckung der jugoslawisch-bulgarischen Grenze einzusetzen. Hinter der Grenzlinie verlief die einzige Bahnlinie von Griechenland (Saloniki) über Skopje nach Norden bis Belgrad. Diese war die wichtigste Versorgungslinie der gesamten Achsenstreitkräfte in Griechenland. Deren Schutz hatten in Mazedonien bulgarische Truppen übernommen. Als diese nach der Besetzung ihres Landes unter sowjetischen Befehl traten, wurden sie von der Wehrmacht entwaffnet. Als Bulgarien Deutschland am 8. September 1944 den Krieg erklärte, standen zwischen der Donau und der Ägäis praktisch keine deutschen Truppen in einer möglichen Verteidigungsstellung, obwohl in der Grenzregion zu Bulgarien mit einem baldigen Angriff der Roten Armee zu rechnen war. Mit nur unzureichenden Kräften versuchte die deutsche Führung nun eine Abwehrstellung zu improvisieren. Die Heeresgruppe E konnte nur unter großen Schwierigkeiten zwei Infanteriedivisionen (22. Division aus Kreta und die 11. Luftwaffen-Felddivision) an der Grenze zu Bulgarien formieren, um dort den Vorstoß bulgarischer Truppen aufzufangen. Im Norden kehrte die 2. Panzerarmee ihre Front nach Osten um, um nördlich von Belgrad Abwehrbereitschaft herzustellen. Die 117. Jäger-Division wurde aus Griechenland abkommandiert und zur Verstärkung der Besatzung von Belgrad im Lufttransport herangeführt. Südlich davon, zwischen Belgrad und Kladovo, standen zu diesem Zeitpunkt jedoch lediglich Alarmeinheiten aus Versorgungsabteilungen und Versprengten, die unter dem lokalen Militärbefehlshaber Südost, General der Infanterie Felber, versuchten, eine Abwehrfront aufzubauen. Die Kräfte des XXI. Armeekorps, das weiter im Westen gegen Partisanen operierte, befanden sich erst im Anmarsch.
Die Heeresgruppe E begann mit der Rückführung ihrer Verbände von den zahlreichen griechischen Inseln bereits im August 1944 und ab dem 6. September wurde auch mit der Räumung der Peloponnes begonnen. Da die alliierte Überlegenheit den Seetransport unmöglich machte, mussten die Truppen unter Zurücklassung des schweren Gerätes per Lufttransport evakuiert werden, bis auch diese Möglichkeit aufgrund der gegnerischen Luftüberlegenheit ab dem 15. September eingestellt werden musste (zahlreiche Wehrmachteinheiten blieben bis zum Kriegsende auf griechischen Inseln). Dabei mussten diese Truppen zu neuen Regimentern und Bataillonen zusammengefasst und organisiert werden. Insgesamt zog die Heeresgruppe auf dem griechischen Festland etwa sechs Divisionen zusammen, deren Kampfkraft jedoch deutlich unter Sollstärke lag. Diese Truppen sollten sich nun über die Bahnlinie und auf der daneben verlaufenden Straße nach Norden zurückziehen. Mitten in diese Absetzbewegung stieß Anfang Oktober die sowjetische Großoffensive hinein. Insgesamt standen zu diesem Zeitpunkt 20 Divisionen, 7 Brigaden sowie 25 selbständige Regimenter und Bataillone des Deutschen Reiches in Jugoslawien, Griechenland und Albanien. Zu diesen kamen weitere etwa 200.000 nicht-deutsche Soldaten (u. a. Kroaten, Tschetniks).

### Sowjetisch-jugoslawische Vorbereitungen

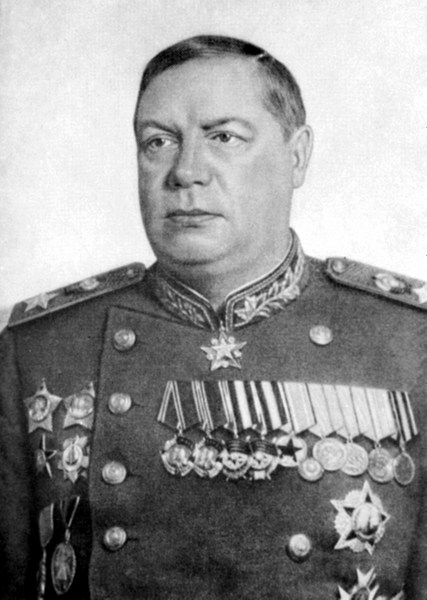
Marschall F. I. Tolbuchin

Bereits Mitte September 1944 fanden in Moskau Gespräche zwischen der jugoslawischen und der sowjetischen Führung statt, um die gemeinsame Offensive zu koordinieren. Den Partisanen Titos wurde die Unterstützung zweier sowjetischer Fliegerdivisionen zugesichert und die umfangreiche Lieferung von Kriegsmaterial beschlossen. Auch einige Instrukteure wurden zu den Partisanenverbänden entsandt.
Den Auftrag zum Angriff auf Belgrad und zum Abschneiden der deutschen Rückzugslinie erhielt die 3. Ukrainische Front unter Marschall Fjodor Tolbuchin. Sie umfasste die 57. Armee (Generalleutnant Nikolai Gagen) mit dem 75., 68. und 64. Schützenkorps (neun Divisionen und eine motorisierte Schützenbrigade) eine weitere Infanteriedivision, die 17. Luftarmee und die Donau-Flottille. Allein diese Kräfte umfassten mehr als zehn Divisionen mit über 2200 Geschützen, 358 Panzern, 1292 Flugzeuge und 80 Schiffen. Im Anmarsch befand sich zusätzlich das 4. mechanisierte Garde-Panzerkorps, mit dessen Eintreffen allerdings nicht vor Mitte Oktober gerechnet wurde. Eine zusätzliche Unterstützung erhielt Tolbuchin an seiner rechten Flanke durch die 46. Armee (insbesondere das 10. Garde-Schützenkorps) der 2. Ukrainischen Front, das nördlich der Donau vorrücken sollte. Im Anschluss an den südlichen Flügel standen mehrere bulgarische Divisionen zum Angriff bereit. Damit verfügte die sowjetische Seite über eine große materielle und zahlenmäßige Überlegenheit, da zu diesem Zeitpunkt an dem gesamten Frontabschnitt lediglich zwölf deutsche Verbände bereitstanden, die in erster Linie für den Einsatz als Besatzungstruppen und zur Küstenverteidigung ausgerüstet waren und meist über keinerlei „Osterfahrung“ verfügten.
Der Plan sah vor, dass die drei Korps der 57. Armee zunächst aus der Linie Radujevac–Kula–Widin das Ostserbische Gebirge überwinden und einen Brückenkopf jenseits der Morava bilden sollten. Aus diesem Brückenkopf heraus sollte dann das 4. mechanisierte Garde-Panzerkorps auf Belgrad vorstoßen, während die 57. Armee diese Bewegung nach Süden und Westen abzuschirmen hatte. Nördlich der Donau sollte die 46. Armee der 2. Ukrainischen Front auf einer Breite von 250 km angreifen und deren 10. Garde-Schützenkorps den Raum Pančevo östlich von Belgrad erreichen. Südlich der 57. Armee sollte zu deren Deckung die bulgarische 2. Armee von Pirot aus auf Niš vorgehen, durch dessen Besitz die Hauptverkehrsader aus Griechenland blockiert werden konnte. Alle diese Operationen sollten in enger Kooperation mit den jugoslawischen Partisanen geschehen. Seit Mitte September bereitete die sowjetischen Luftstreitkräfte die Offensive durch zahlreiche Luftangriffe vor.

## Verlauf

### Der Vorstoß bis zur Morava

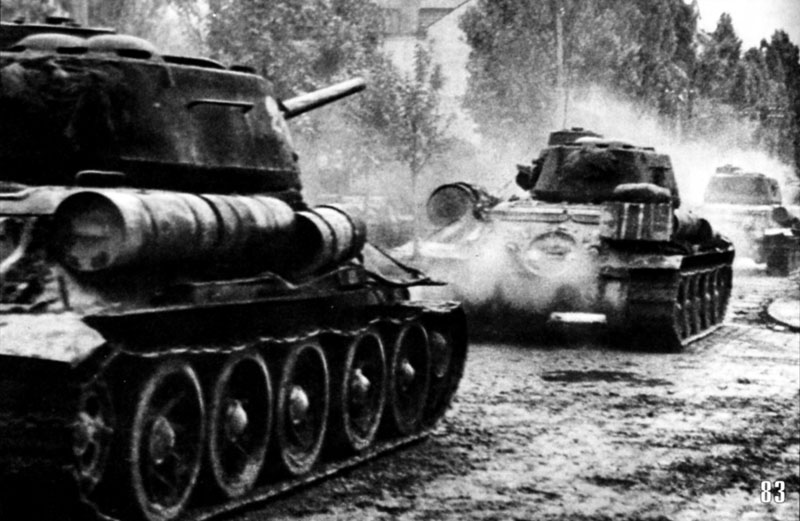
Sowjetische Panzer beim Vorstoß auf Belgrad

Am 28. September 1944 begann die Offensive der sowjetischen Truppen. Das 68. Schützenkorps (Generalmajor A. S. Schkodunowitsch) überwand den Grenzfluss Timok und eroberte schnell Kobišnica. Nördlich davon begann auch das 75. Schützenkorps (Generalmajor A. K. Akimenko) seine Bewegung, während hinter den deutschen Linien das 14. Korps der jugoslawischen Befreiungsarmee gegen die deutschen Verbindungslinien operierte. Bei Štubik gelang den sowjetischen Korps die Einkreisung eines größeren deutschen Verbandes, der bis zum 4. Oktober aufgerieben wurde. Noch während der Kämpfe bei Štubik stießen Teile des 75. Schützenkorps weiter nach Westen vor, doch bei den Orten Donji Milanovac und Klokočevac blieb der Angriff stecken. Bis zum 8. Oktober wechselten beide Städte mehrfach den Besitzer. Während das 75. Schützenkorps in diesem Abschnitt die Hauptlast der Kämpfe trug, stieß die Masse des 68. Schützenkorps im Wesentlichen ungehinderter durch das Ostserbische Gebirge vor. Am 3. Oktober nahm es Bor und erreichte am 7. Oktober mit ersten Einheiten Žbrelo an der Mlava. Da das 75. Schützenkorps auf der rechten Flanke aufgehalten worden war und auch das 64. Schützenkorps im Süden kaum Raum gewonnen hatte, musste das 68. Schützenkorps zunächst ebenfalls angehalten werden, um die eigenen Flanken abzusichern. Dennoch mussten die Übergänge über die Morava gesichert werden, bevor es den Verbänden der Wehrmacht gelang, an dem Fluss eine neue Verteidigungslinie aufzubauen. Der Kommandeur der 57. Armee, Generalleutnant N. A. Gagen, entschloss sich deshalb zum Einsatz seiner Reserve, der 5. selbständigen motorisierten Schützenbrigade. Deren Truppen erreichten am 8. Oktober die Morava und bildeten am folgenden Tag einen ersten Brückenkopf auf dem jenseitigen Ufer. Etwas weiter nördlich setzten auch einige vorgeschobene Verbände des 68. Schützenkorps über und nahmen die Stadt Velika Plana. Damit war die erste Phase der sowjetischen Offensive abgeschlossen. Die Truppen der 3. Ukrainischen Front hatten die deutsche Verteidigungslinie durchbrochen und waren zur 130 Kilometer entfernten Morava vorgestoßen. Aus dem dort gebildeten Brückenkopf konnte nun in einer zweiten Phase der eigentliche Angriff auf Belgrad beginnen.
Der Angriff der 46. Armee (Generalleutnant I. T. Schljomin) der 2. Ukrainischen Front traf nördlich der Donau kaum auf nennenswerten deutschen Widerstand. Das 10. Garde-Schützenkorps (Generalmajor I. A. Rubanjuk) eroberte Vršac und Bela Crkva, bevor es am 6. Oktober Pančevo erreichte. In der Nacht zum 10. Oktober überwand die 109. Schützendivision des Korps gemeinsam mit der 12. Brigade der jugoslawischen Volksbefreiungsarmee die Donau bei Starčevo und bildete einen Brückenkopf. Die deutschen Truppen im Raum Belgrad waren daraufhin gezwungen, starke Kräfte gegen diesen Brückenkopf einzusetzen, die nun nicht mehr zur Abwehr des Angriffs der 57. Armee zur Verfügung standen. Südlich der 57. Armee kam der sowjetische Vorstoß bald ins Stocken. Das 64. Schützenkorps (Generalmajor I. K. Krawzow) der Armee überschritt die Grenze zu Jugoslawien erst am 3. Oktober und wurde dann bis zum 8. Oktober in heftige Kämpfe um die Stadt Zaječar verwickelt. Noch weiter südlich erfolgte am selben Tag der Angriff der bulgarischen 2. Armee (General K. Stantschew) auf Niš. Obwohl der Angriff vom 13. Korps der jugoslawischen Volksbefreiungsarmee im Rücken der deutschen Verteidiger unterstützt wurde, gelang es zunächst nicht, die deutschen Linien zu durchbrechen. Erst unter Einsatz einer Panzerbrigade und mit Unterstützung sowjetischer Luftstreitkräfte wurde die deutsche Verteidigungslinie am 10. Oktober durchbrochen und die Morava auch hier, östlich von Leskovac, erreicht.
Diese Angriffe waren auf die provisorisch aufgestellten Armeeabteilungen „Felber“ und „Serbien“ gestoßen, die praktisch nur aus Alarm- und Sicherungsverbänden ohne schwere Ausrüstung bestanden hatten. Diese waren von dem sowjetischen Angriff zum größten Teil zerschlagen worden. Lediglich zwischen der Morava und dem 74. Schützenkorps befanden sich noch Reste der Armeegruppe „Felber“, die den Befehl erhielt, sich nach Belgrad abzusetzen. Diese Angriffe brachten jedoch auch die gesamte deutsche Führung in ernste Bedrängnis. Die Heeresgruppe F benötigte nun weitere Kräfte, um die sowjetischen und bulgarischen Truppen aufzuhalten. Weichs befahl die Heranführung der 297. und 186. Infanterie-Division sowie der 104. Jäger-Division von der Heeresgruppe F. Dennoch würde es einige Zeit dauern, bis diese Einheiten eintreffen würden, da sie nur wenige Verkehrswege zur Verfügung hatten und die britische Luftwaffe oft Angriffe gegen die Marschkolonnen flog, die so im Durchschnitt nur etwa 25 km pro Tag machen konnten.

### Die Einnahme Belgrads

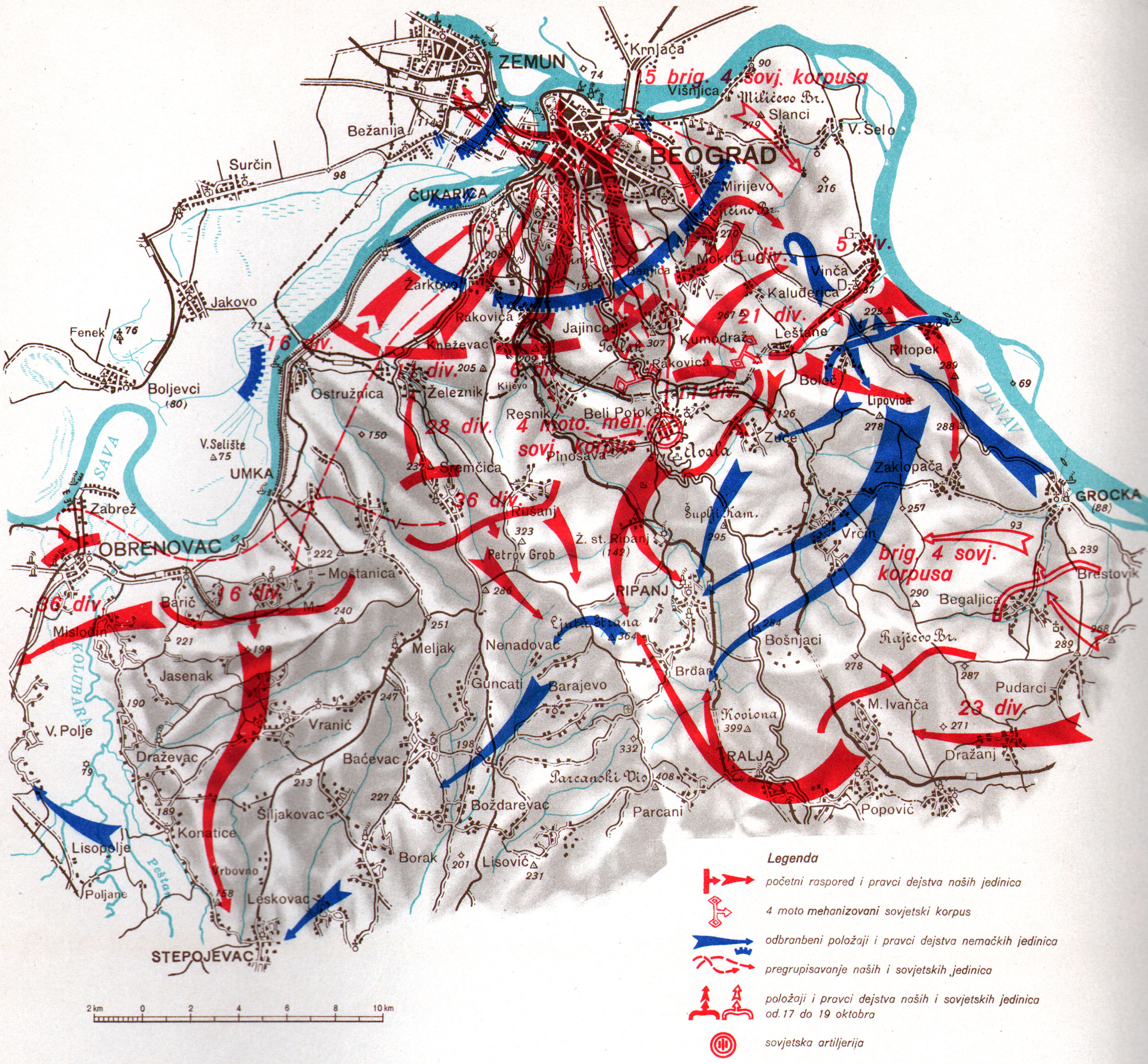
Truppenbewegungen bei der Einnahme Belgrads vom 14. bis 20. Oktober 1944.

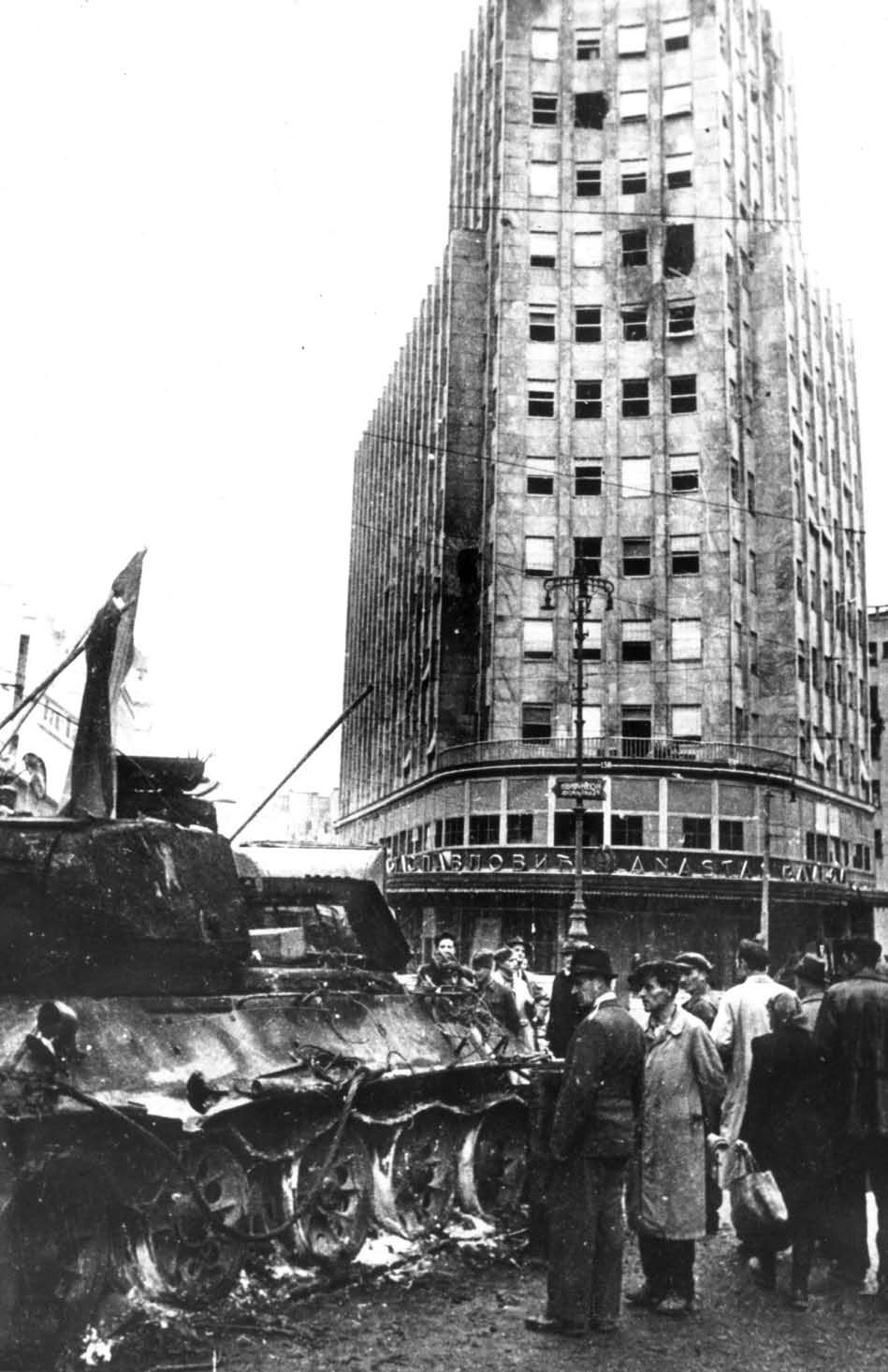
Zerstörter sowjetischer Panzer vor dem Palate-Albanija-Hochhaus in der Innenstadt von Belgrad

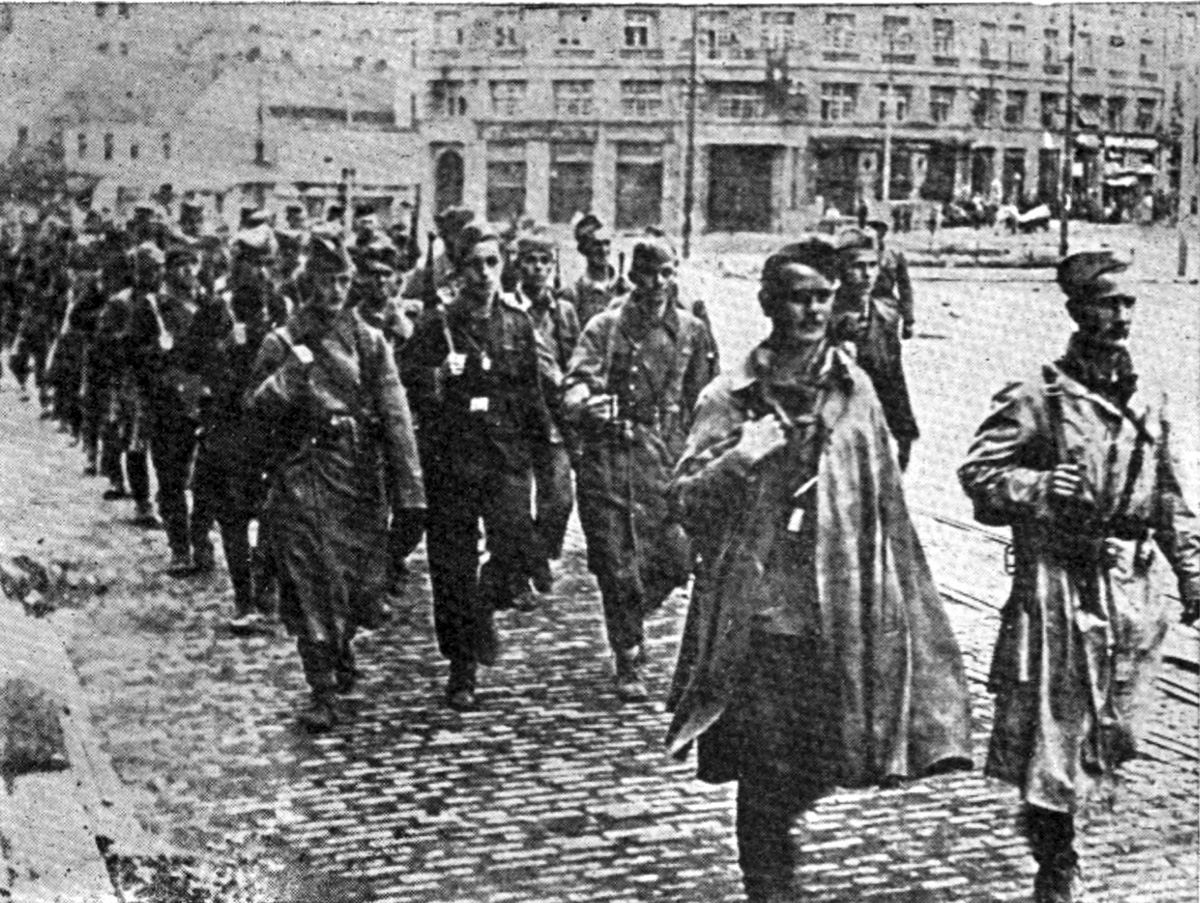
Jugoslawische Partisanen in der Innenstadt von Belgrad im Oktober 1944

Nachdem der Brückenkopf über die Morava errichtet worden war, wurden die Kräfte der 57. Armee für den weiteren Angriff umgruppiert und das 4. mechanisierte Gardekorps (Generalleutnant W. I. Schdanow) herangezogen. Dieses Korps sollte gemeinsam mit Teilen des jugoslawischen 1. Korps den Hauptstoß auf Belgrad entlang der Bahnlinie über Mladenovac führen. Ein Nebenstoß auf die Hauptstadt wurde über Smederevo dirigiert. In ihrer Flanke sollten das 75. Schützenkorps und die 5. selbständige motorisierte Brigade in einem konzentrischen Stoß die deutschen Kräfte vernichten, die sich noch auf dem rechten Morava-Ufer befanden. Die gesamte Bewegung sollte durch das 68. und 64. Schützenkorps gedeckt werden, die dazu weiter nach Westen vorstoßen und die Linie Aranđelovac–Kruševac erreichen sollten.
Der Angriff begann am 11. Oktober. Die frischen Verbände des 4. mechanisierten Gardekorps durchbrachen die deutsche Auffangstellung am Berg Avala und erreichten schon am 14. Oktober den südlichen Stadtrand Belgrads. Das 12. jugoslawische Korps riegelte die Hauptstadt von Südosten ab. Bereits am Abend des 15. Oktober war ein großer Teil Belgrads erobert, doch in den folgenden Tagen mussten erhebliche sowjetische Kräfte abgezweigt werden, um gegen die Reste der Armeegruppe „Felber“ (nach sowjetischen Angaben 20.000 Mann) eingesetzt zu werden, die sich vor dem 75. Schützenkorps zurückzog und nach Belgrad durchzubrechen versuchte. Diese deutsche Kampfgruppe wurde am 16./17. Oktober eingekesselt und bis zum 19. Oktober aufgerieben. Erst danach konzentrierten sich die Kämpfe wieder auf die jugoslawische Hauptstadt. Von sowjetischer Seite wurden hier die 263. Schützendivision, drei Artilleriebrigaden, eine Flakdivision sowie Teile von sieben jugoslawischen Partisanendivisionen eingesetzt. Mit Rücksicht auf die jugoslawischen Verbündeten wurde versucht, die Schäden in der Stadt möglichst gering zu halten, so dass die sowjetische Artillerie und die Luftstreitkräfte nur selten in die Kämpfe eingriffen. Stattdessen suchten sieben Pionierbataillone die Gebäude der Stadt ab und entschärften nach eigenen Angaben 845 Sprengsätze. In den ersten Tagen war die deutsche Garnison in mehrere Teile getrennt worden. Am 20. Oktober eroberten sowjetische Truppen mit der Festung Kalemegdan das letzte deutsche Widerstandsnest in der Stadt. Die deutschen Verluste betrugen in diesen Kämpfen nach sowjetischen Angaben 18.000 Soldaten (10.000 Tote und 8.000 Gefangene).
Auch die Angriffe an den südlichen Frontabschnitten verliefen für die bulgarische und die Rote Armee sowie für ihre jugoslawischen Verbündeten erfolgreich. Das 68. und 64. Schützenkorps erreichten bis zum 21. Oktober die ihnen befohlene Linie. Dabei kam es nur im Raum Kragujevac zu schweren Kämpfen gegen das deutsche XXXIV. Armeekorps. Noch weiter südlich eroberte die bulgarische Panzerbrigade am 13. Oktober Leskovac und die 6. bulgarische Infanteriedivision Bela Palanka. Am folgenden Tag begannen die Angriffe auf Niš durch die bulgarischen Streitkräfte von Süden sowie durch die jugoslawischen Partisanen von Norden und Südwesten. Bis zum Abend musste die Wehrmacht die Stadt räumen, wobei die hier eingesetzte 7. SS-Gebirgs-Division „Prinz Eugen“ erhebliche Verluste erlitt. Der Verlust der Stadt sowie das weite Vordringen der sowjetischen Korps war ein schwerer Schlag für die Heeresgruppe E, deren wichtigste Bahn- und Straßenverbindungen nach Norden damit verloren gingen. Die bulgarischen Verbände rückten bis zum 21. Oktober jedoch noch weiter vor und erreichten schließlich die Linie Kruševac–Kuršumlija–Vranje–Kriva Palanka–Kočani.

### Die Stabilisierung der Front
Nach der Einnahme von Niš und dem sowjetischen Vorstoß über die Morava war die Heeresgruppe E tatsächlich mehr oder weniger abgeschnitten. Lediglich eine Straße stand ihr zum Rückzug noch offen, nämlich die von Skoplje über Kosovska Mitrovica, Kraljevo, Užice auf Sarajevo. Das letzte Drittel dieser Straße war von starken Partisanenverbänden besetzt, doch mit der Kraft einer ganzen Heeresgruppe würde diese zu überwinden sein. Wichtiger war, dass sich die sowjetischen Angriffspitzen des 64. Schützenkorps Kraljevo bereits näherten. Maximilian von Weichs bezeichnete den Kampf um diese Straße später als den eigentlichen Entscheidungskampf, weil er über das Schicksal der Heeresgruppe E entschied. Zum Kampf um diesen wichtigen Frontabschnitt wurden alle in Südserbien befindlichen Truppen dem General der Infanterie Friedrich-Wilhelm Müller unterstellt. Mit einem Bataillon der 22. Infanterie-Division und dem Füsilierbataillon „Rhodos“ wurden erste Sperrverbände aus dem Raum Saloniki eingeflogen. Danach folgten Teile der 104. Jäger-Division, der 197. und 181. Infanterie-Division sowie die Reste der SS-Gebirgs-Division „Prinz Eugen“. Am 22. Oktober 1944 begannen die Kämpfe im Raum Kraljevo. Da das sowjetische 64. Schützenkorps auch nach Tagen nicht in der Lage war, den Ort zu nehmen, setzte die 57. Armee das 68. Schützenkorps zu einem Umfassungsversuch auf Čačak an. Auch dieser wurde jedoch unter schweren Verlusten für die Rote Armee abgewehrt. Damit blieb die Rückzugsstraße in deutscher Hand. Auch im Süden konnte das Vorgehen der bulgarischen Truppen vor Priština durch Teile der 22. Infanterie-Division und Luftwaffenmarschbataillone aufgehalten werden.

## Ergebnis

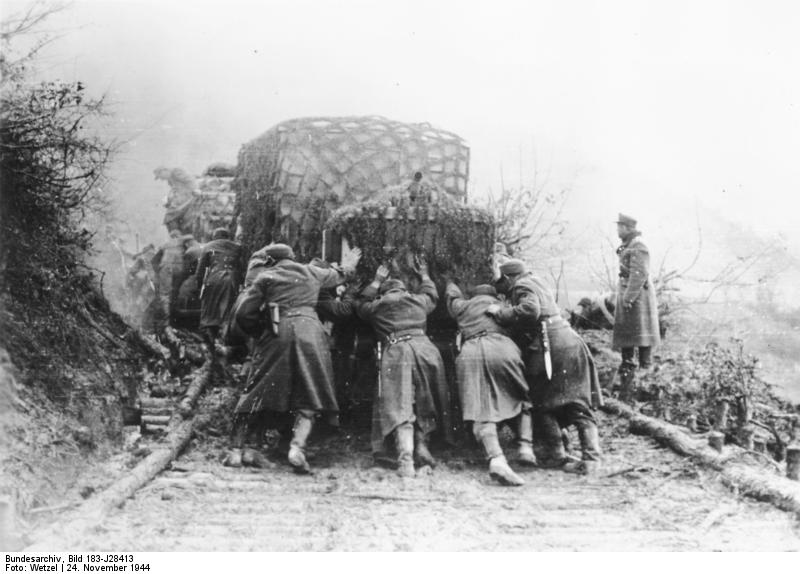
Deutsche Soldaten beim schwierigen Rückzug vom Balkan (November 1944)

Durch die vordringenden sowjetischen Truppen bedrängt, musste die Wehrmacht das Balkangebiet überstürzt räumen, wobei sie eine große Menge an Kriegsgerät zurückließ. Das eigentliche Ziel der sowjetischen Offensive, nämlich das Abschneiden und Zerschlagen der Heeresgruppe E, wurde letztlich jedoch nicht erreicht. Die Heeresgruppe gewann über Sarajevo noch Mitte November 1944 Anschluss an die 2. Panzerarmee. Die sowjetischen Verbände konzentrierten sich in den folgenden Monaten auf den ungarischen Raum (siehe Schlacht um Budapest) und führten keine größeren Operationen mehr in Jugoslawien durch.
Die wichtigste Folge der sowjetischen Offensive war die Einnahme Belgrads. Die Stadt wurde umgehend zum Sitz der neuen jugoslawischen Regierung Josip Titos, die, gestützt durch die Sowjetunion, den Aufbau des neuen jugoslawischen Staates (→ Föderative Volksrepublik Jugoslawien) betrieb. Später wurde der 20. Oktober, das Datum der Zurückeroberung Belgrads, zu dessen Nationalfeiertag erklärt.
20 Soldaten und Offiziere des 4. mechanisierten Gardekorps erhielten die Auszeichnung „Held der Sowjetunion“ und 70.000 Teilnehmer der Operation die Medaille „Für die Befreiung Belgrads“ (russisch За освобождение Белграда; gestiftet am 9. Juni 1945). Auch die jugoslawische Regierung verlieh später an 2.000 Soldaten und Offiziere Auszeichnungen, darunter 13-mal den Titel „Volksheld Jugoslawiens“.
Die Rote Armee verlor 18.838 Soldaten (4.350 davon Tote und Vermisste).